# Стиральная машина-автомат

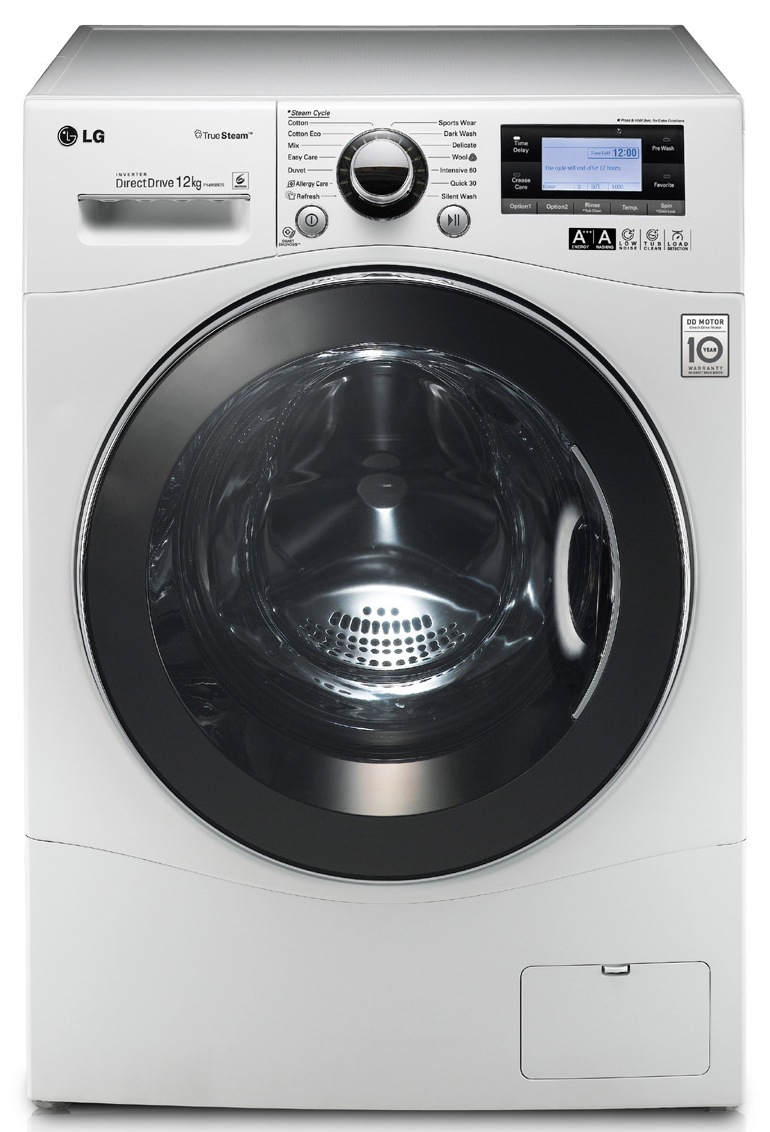
Классическая стиральная машина-автомат LG с фронтальной загрузкой

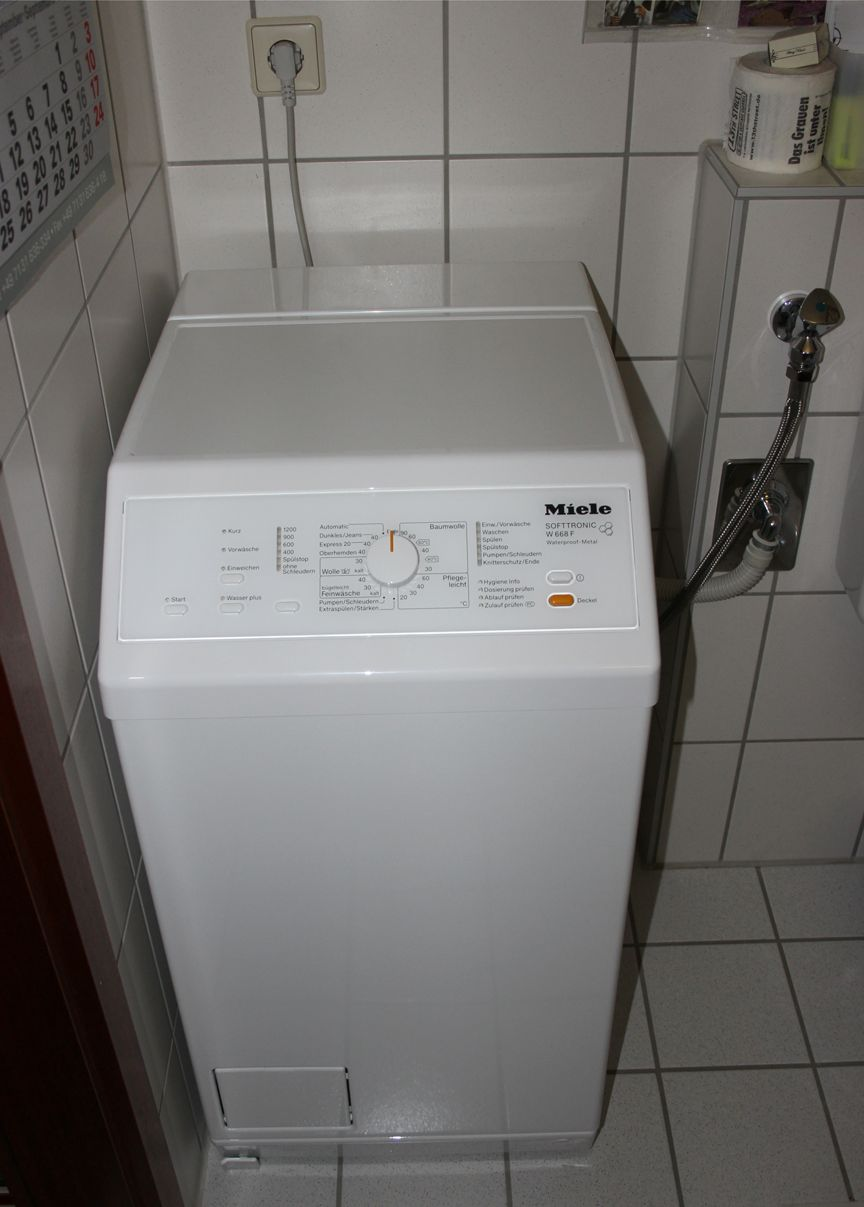
Стиральная машина-автомат Miele с вертикальной загрузкой

Стиральная машина-автомат (СМА) — автономная установка для стирки вещей, получившая название «автомат» из-за того, что все процессы стирки производятся в автоматическом режиме. Пользователю нужно лишь загрузить вещи и моющее средство, выбрать нужную программу стирки, а после окончания выгрузить вещи.

## История

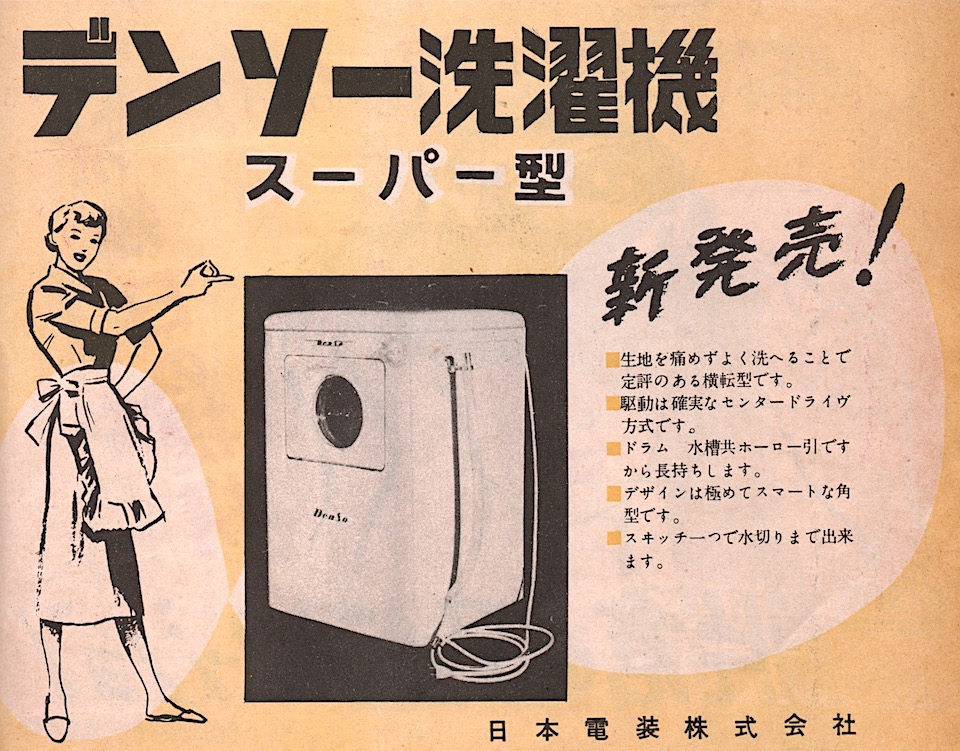
Японская стиральная машина-автомат 1954 год

В 1949 году в США появилась первая автоматическая стиральная машина.
В 1975 году в СССР появилась первая автоматическая стиральная машина «Волга-10». Массовой автоматической стиральной машиной стала «Вятка-автомат», производившаяся по лицензии фирмы Merloni (ныне Indesit) с 1981 года.

## Общие сведения
Большую часть объёма машины занимает бак, который наполняется водой и моющим средством в процессе работы машины. Как правило, бак изготовлен из твёрдого пластика, но бывают также и из нержавеющей стали. Бак с помощью пружин и амортизаторов закреплён в корпусе машины. Внутри него на подшипниках вращается барабан. Ось барабана, чаще всего, горизонтальна. Боковая поверхность барабана содержит большое число отверстий для свободного поступления и вытекания воды и рёбра для увеличения интенсивности стирки. Поскольку барабан обычно загружен неравномерно, при вращении его с большой скоростью иногда возникает сильная вибрация. Поэтому бак с барабаном закрепляется внутри машины не жёстко, а с помощью пружинной подвески, также, на баке крепится бетонный противовес, изменяющий положение центра тяжести машины и снижающий вибрации за счёт придания баку большей инертности. На баке закрепляется и электродвигатель, приводящий в движение барабан.
Изнутри бака барабан крепится болтами на крестовину, вал которой укреплён на подшипниках качения. Баки бывают разборными и неразборными. Последний вариант значительно усложняет ремонт машины, например замену подшипников, крестовины. С наружной стороны бака находится большой ведомый шкив, закреплённый на валу крестовины, приводимый в движение от малого ведущего шкива двигателя через ремённую передачу. Разница в диаметре шкивов может быть до 10 раз, в связи с чем ведомый шкив всегда вращается намного медленнее ведущего, но на нём крутящий момент выше в передаточное число раз, по сравнению с моментом на валу электродвигателя. Как правило, используется коллекторный электродвигатель. Также существует прямой привод барабана, представляющий собой инверторный многополосный синхронный мотор, приводящий в движение барабан напрямую: он установлен снаружи бака на том месте, где у классической машины находится ременной шкив. Такая схема избавляет от механической передачи, делая привод более компактным, но она и конструктивно и электротехнически более сложная. Кроме того, любой инверторный двигатель, ввиду применения дорогих неодимовых постоянных магнитов и необходимости в частотном преобразователе (он и называется инвертором), сам по себе является достаточно дорогостоящим компонентом, что в значительной степени удорожает само изделие ( не считая LG, у которого машинки с инверторным двигателем дешёвые). Инверторный двигатель у стиральной машины представляет собой многополюсный синхронный двигатель с платой управления (инвертором, частотным преобразователем). Именно она является дорогостоящим компонентом двигателя. Также инверторные двигатели применяются и в традиционном ремённом приводе. Одно из главных преимуществ таких двигателей по сравнению с традиционными коллекторными — более тихая работа, и более высокая механическая надёжность ввиду отсутствия щеточно-коллекторного узла.
В баке также имеются ТЭН для подогрева воды, датчик температуры (основной и аварийные), датчик уровня воды, электромагнитный клапан подачи воды, к баку присоединяется сливной насос.
Для загрузки и выгрузки вещей в машине с фронтальной загрузкой в барабане имеется отверстие диаметром около 30 см. Оно находится в основании цилиндра, а напротив него находится сложной формы резиновая манжета герметично прикреплённая к баку с внутренней стороны и к окну люка в передней стенке корпуса машины с наружной стороны. Манжета не позволяет воде вытекать через край бака.
У машин с вертикальной загрузкой отверстие находится на цилиндрической поверхности барабана и закрывается дверцей с замком и пружинами, при нажатии на кнопку замка створки двери открываются наружу под действием пружин.
У машин обоих типов присутствует дверца, которая закрывает доступ в бак во время работы машины. В целях безопасности эта дверца блокируется специальным блокировочным устройством или термозамком. После стирки через определённое время блокировочное устройство отключается и доступ в бак снова открыт.
В машинах с вертикальной загрузкой без доводчика створок барабана до люка приходится доводить барабан до люка, вращая его руками, при этом из-за острых краёв отверстий на барабане у некоторых производителей барабан царапает подушечки пальцев человека, как тёрка. По своему устройству машина с вертикальной загрузкой практически идентична таковой с фронтальной, только если у последней бак имеет одну ось вращения, то у машины с вертикальной загрузкой их две, то есть подшипники расположены по обе стороны бака.
На корпусе машины имеется специальный лоток (кювета) для моющего средства. Из него моющее средство смывается внутрь машины водой, подаваемой из клапана. Часто моющее средство кладут непосредственно в барабан, для такого использования изначально предназначены, например, водорастворимые пакетики с жидким моющим средством внутри. Рядом с лотком для моющих средств находится панель управления машиной, которые в зависимости от модели может иметь самое разное исполнение: вращающиеся рукоятки, кнопки, сенсорное управление, информационный дисплей, с помощью органов управления на контрольной панели можно менять режим (программу) стирки, температуру, скорость вращения барабана при отжиме, или при необходимости вообще исключить отжим из программы стирки. Всеми процессами стирки управляет электронная плата управления, представляющая собой узкоспециализированный управляющий компьютер. Именно с платой управления связаны все органы управления на панели, также связаны датчики температуры, уровня, датчик давления воды в водопроводе (критически важная защита от "сухого хода", при отсутствии давления воды в водопроводе управляющий компьютер не запустит программу стирки), частотный преобразователь мотора, реле ТЭНа, реле сливного насоса и заливной электромагнитный клапан.

## Подключение

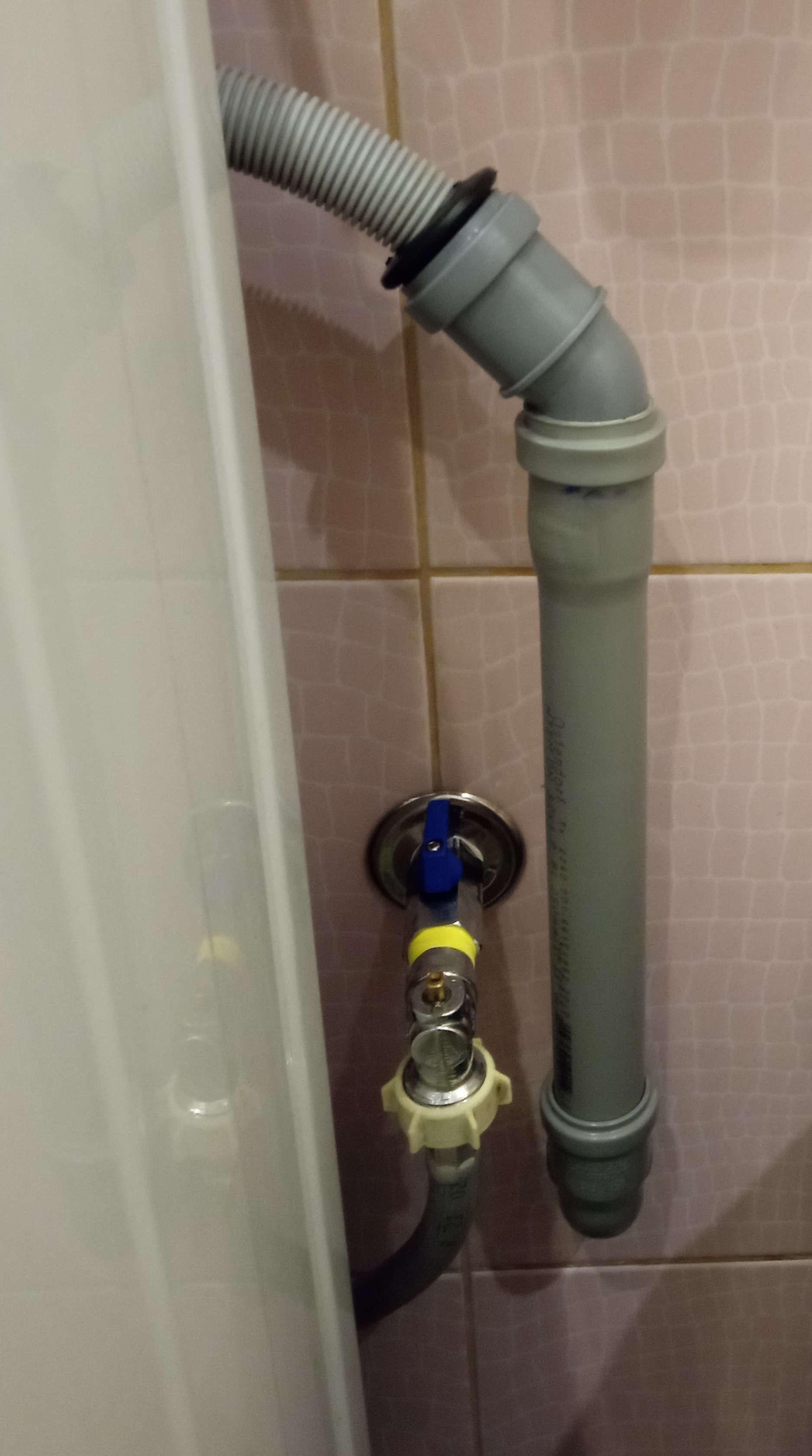
Арматура стиральной машины.
Слева — шаровой кран от водопровода и заливной шланг.
Справа — отвод в канализацию из ПВХ-труб, к которому присоединён сливной шланг

На задней стенке машины, помимо сетевого шнура, расположены штуцер заливного клапана на 3/4" со съёмной сеточкой фильтра, сливной шланг, а также несколько крепёжных клипс. Заливной клапан расположен в верхней части, а сливной шланг обычно расположен снизу и, во избежание самопроизвольного вылива воды, требует закрепления клипсой примерно на высоте уровня воды в баке.
К заливному клапану присоединяется заливной шланг от водопровода. Как правило, один конец шланга обычный прямой, а другой — угловой. Последний обычно подключается к машине, а прямой — к водопроводу. У водопровода обязательно должна быть запорная арматура. Обычно используется угловой вентиль, но также допускается и обычный на 1/2", к нему нужно лишь установить переходную муфту с 1/2" на 3/4". Заливной шланг имеет пластиковые накидные гайки, прикручивающийся только вручную без использования инструментов. Перед подачей воды нужно убедиться, что оба концы шланга прикручены герметично.
Сливной шланг, как правило, подключается непосредственно к канализации. На задней стенке машины его закрепляют на клипсах таким образом, чтобы он не был пережат или перекручен. Наконечник подключается либо непосредственно к отводу канализации через прокладку, либо к сифону, имеющему отвод для подключения стиральной (посудомоечной) машины. Допускается также простой вывод шланга в раковину, мойку или унитаз. В этом случае концевую часть шланга устанавливают через U-образный кронштейн. Такой способ слива хотя и наиболее простой, но неэстетичный: отработавший моющий раствор сам по себе грязный, может иметь неприятный запах, а также загрязняет сантехнический прибор. Кроме того, сливной шланг от давления воды может упасть на пол, заливая его, плюс если бельё стиралось при высокой температуре, моющий раствор может быть очень горячим (от 60 до 90…95 °C) и при этом высока вероятность ожогов.

### Техника безопасности
- Розетка, куда будет подключаться стиральная машина, должна иметь не только заземление, но и автоматический выключатель, а желательно УЗО[4]. Неправильное электрическое подключение грозит не только поражением электрическим током, но также может вызвать короткое замыкание и, как следствие, пожар.[источник не указан 410 дней]
- Перед эксплуатацией стиральной машины необходимо снять транспортировочные болты бака и сохранить их[5] на случай будущей транспортировки. В отверстия вставляются заглушки, идущие в комплекте. Если транспортировочные болты не снять, то во время работы это может привести к серьёзной поломке и даже выходу машины из строя. На время транспортировки болты во избежание поломки машины необходимо установить.[источник не указан 410 дней]

## Основные операции, выполняемые СМА

### Стирка
Стирка обеспечивается вращением барабана и взаимным соударением загруженных вещей. Отжим делается, также при вращении, увеличением скорости и сбросом воды центробежной силой.
После запуска стирки в бак подаётся вода. За её подачу отвечает электромагнитный клапан. Когда на его катушку подаётся напряжение, соленоид открывает затвор, обеспечивая подачу воды, которая сначала проходит через «кювету» с моющим средством и смывает его в бак. Вскоре после начала работы моющее средство полностью растворяется, в результате образуется моющий раствор. С помощью датчиков подбирается такой уровень раствора в баке, чтобы часть барабана была в него погружена. Поскольку сухие вещи способны впитывать большой объём жидкости, при необходимости машина сама производит долив воды в бак. Когда машина наберёт нужное количество воды, катушка электромагнитного клапана размыкается и затвор под действием пружины возвращается в исходное (закрытое) положение, прекращая подачу воды.
Внутренняя поверхность барабана имеет несколько продольных рёбер (обычно 3-4), расположенных симметрично относительно оси барабана. Профиль рёбер имеет обычно вид треугольника. При вращении барабана вещи до некоторого момента удерживаются от падения ближайшим ребром, а затем переваливаются через него и падают в область за ребром; далее этот процесс повторяется, пока барабан не остановится. При этом вода, зачерпнутая при вращении, выливается на бельё, обеспечивая его лучшее смачивание. Благодаря тому, что барабан снизу погружён в моющий раствор, при этом процессе одновременно обеспечивается механическое воздействие и омывание вещей моющим раствором.
Во время стирки барабан через определённые промежутки времени вращается поочерёдно в разные стороны. Это нужно для того, чтобы обеспечить перемешивание вещей и более равномерное воздействие на них.
Машина может обеспечивать различные механические режимы стирки. Интенсивность стирки определяется следующими факторами:
- Уровень воды (моющего раствора) в баке. Чем меньше воды набирается в бак, тем меньше вода смягчает падение вещей и тем больше механическое воздействие.
- Скорость вращения барабана. Чем выше угловая скорость, тем больше механическое воздействие. Обычная скорость при стирке хлопчатобумажных и синтетических тканей составляет 55 об/мин, шерсти — 45 об/мин.
- Соотношение времени вращения и времени пауз. Чем меньше это соотношение, тем больше механическое воздействие.

Машина может обеспечивать различные температурные режимы стирки благодаря наличию датчиков температуры воды и включению электронагревателя на требуемое время.
Длительность стирки может зависеть от массы загруженных вещей. Взвешивание вещей производится специальным устройством, размещённым в амортизаторе бака или (что чаще) косвенно — посредством определения количества воды, впитываемого бельём. Однако, взвешивание очень условно, так как одно и то же количество белья в сыром (например, в сырую погоду или после застирывания) и в сухом виде даст разный результат.

### Слив
Бак стиральной машины имеет снизу выпуск, к которому одним концом присоединён сливной патрубок. Второй конец сливного патрубка соединён с впускным патрубком крыльчатого насоса, а его выпускной патрубок соединён со сливным шлангом, через который отработавший моющий раствор удаляется наружу.
Перед входом в сливной насос установлен фильтр, задерживащий крупные частицы мусора, попадающиеся в процессе стирки, тем самым уберегая от поломок сам насос. Через определённое количество стирок фильтр забивается, препятствуя нормальному сливу, а посему его необходимо периодически снимать и очищать. Фильтр расположен в нижней части стиральной машины и обычно прикрыт декоративной фальшпанелью.
Многие модели машин во время слива отработавшей воды вращают барабан, чтобы обеспечить слив воды, которая могла задержаться в складках вещей.

### Полоскание
Полоскание выполняется так же, как и стирка, но при этом подогрев не производится, а объём воды, подаваемой в бак, соответствует малоинтенсивному механическому воздействию. Как операция программы, полоскание завершается сливом и отжимом.
Возможно многократное полоскание (несколько раз подряд, для обычной стирки, как правило, используется 2 полоскания). Существуют системы, определяющие необходимость дополнительных полосканий по оптической прозрачности раствора после полоскания.

### Отжим
Отжим обеспечивается вращением барабана с высокой скоростью (обычно от 400 до 1400 об/мин, в зависимости от режима) с одновременным откачиванием отработавшего раствора. Для равномерного распределения вещей по поверхности барабана скорость вращения нарастает постепенно. При полной раскрутке вещи достаточно сильно прижимаются центробежной силой к боковой поверхности и удерживаются на месте до момента существенного снижения частоты вращения барабана. Время отжима зависит от режима и составляет как правило от 1 до 5 минут, оно необходимо для просачивания воды через толщу ткани от внутренних слоёв к наружным. Большинство машин снабжено устройством контроля дисбаланса, отключающим или уменьшающим скорость отжима при неравномерной раскладке белья. Перегрузки, которые испытывает бельё, могут быть очень значительными, благодаря чему вода достаточно эффективно покидает структуру тканей.
Таким образом, барабан СМА совмещает в себе функции как активатора, так и центрифуги. (подробнее см. статью центрифуга).

### Сушка
Сушка происходит за счёт обдува вещей нагретым воздухом одновременно с вращением барабана для более равномерного обдува. Влажный воздух затем направляется либо в вентиляцию (такие машины распространены в основном в США), либо на поверхность специальной внутренней ёмкости с водой, где происходит конденсация воды. Многие машины не имеют данной технической возможности. Важно помнить, что процесс сушки очень энергоёмок. Кроме того, стиральные машины с сушкой имеют наибольшее количество отказов из всей крупной бытовой техники.

### Лёгкая глажка
Некоторые стиральные машины обладают функцией «лёгкая глажка», которая фактически выполняет функцию утюга, но не полностью, а лишь частично (избавляет от складок и упрощает процесс дальнейшей глажки). Главным недостатком стиральных машин с функцией лёгкая глажка является большое потребление электроэнергии.

### Программы стирки
Совокупность параметров стирки называется программой и задаётся пользователем машины перед началом стирки. Программа может состоять из одной операции (например, только полоскание или только отжим). Окончание программы может сигнализироваться звуком (мелодией).
Большинство программ включает в себя стирку, последовательность из нескольких отжимов и полосканий или сливов, полосканий и завершающий отжим, за которым может следовать сушка. Отличие программ в величине нагрева воды, длительности и интенсивности стирки, количестве полосканий, степени отжима. На многих моделях доступна коррекция программы для текущей стирки (изменение нагрева воды, скорости отжима).
Существует функции «отложенной стирки» (таймера), когда начало стирки происходит с задержкой до нескольких часов, например, для стирки в ночные часы по более выгодному тарифу электроэнергии, или чтобы стирка была завершена к определённому времени.

## Классы стирки, отжима и энергопотребления стиральной машины
Самыми лучшими по энергоэффективности считаются машины класса «A++» и «A+++» и выше, они максимально экономят электроэнергию, но это не влияет на качество стирки. Европейским сообществом принята шкала степени эффективности стирки от «A» до «G», где «F» и «G» — самый низкий уровень, «C», «D» и «E» — средний, буквы «A» и «B» говорят о бережном отношении к тканям.
Этими же буквами обозначаются классы отжима. Если же опираться на количество оборотов при отжиме, то здесь есть такие варианты: от практически сухого белья при 1600 оборотов/минуту до влажного при отжиме на 400-х оборотах. Большинство стиральных машин имеет переключатель числа оборотов отжима, поэтому здесь стоит учесть, что отжим на высоких оборотах эффективен для махровых тканей (полотенец, халатов), в то время как для нежных тканей лучше всего выбрать минимальное количество оборотов. Класс энергопотребления показывает степень экономичности модели — от высокого «A» до низкого «G». Класс «A» подразумевает при стирке хлопкового белья при полной загрузке, температуре входящей воды 15 (±2 градуса) и температуре стирки 60 градусов по Цельсию потребление стиральной машиной электроэнергии меньше 200 Вт·час на 1 кг белья.